# الرابطة البريطانية للحقوق
الرابطة البريطانية للحقوق كان فرعًا من رابطة الحقوق الأسترالية التي تأسست في عام 1971. كانت مجموعة سياسية «معادية للسامية وسيادة البيض». عارضت الرابطة البريطانية دخول المملكة المتحدة إلى الجماعة الاقتصادية الأوروبية.
في أوائل السبعينيات كانت تحت إشراف دون مارتن وهو عضو سابق في الليبراليين الشباب الأستراليين، الذي يديرها منذ ذلك الحين. تحت إشراف مارتن زادت الرابطة البريطانية من عضويتها. شغلت عضوة نادي الإثنين المحافظ السيدة جين بيردوود منصب السكرتير العام. بحلول عام 1974 أصبحت رابطة الحقوق البريطانية الفرع البريطاني للرابطة العالمية المناهضة للشيوعية، لتحل محل دائرة الشؤون الخارجية لجيفري ستيوارت سميث، والتي ادعت أنها غادرت بسبب معاداة السامية في الرابطة المناهضة للشيوعية. في عام 1975 أنشأت الرابطة البريطانية جمعية مع شركة النشر البريطانية. على الرغم من عدم ارتباطها رسميًا بعصبة الحقوق، إلا أنها كانت لها صلات بالجبهة الوطنية وأثناء قيادة مقالات جون تيندال التي ظهرت في منشورات رابطة الحقوق أعيد طبعها بانتظام في جهاز تيندال سبيرهيد.
استضافت رابطة الحقوق البريطانية المؤتمر الرابع لرابطة الحقوق في رابطة الكومنولث للتاج عام 1985. انتخب دون مارتن الاستقالة من رئاسة وحدة السياسات لاتحاد الشركات الصغيرة في عام 2001.